# ودي دورهام
ودي دورهام (بالإنجليزية: Woody Durham)‏ هو معلق رياضي أمريكي، ولد في 8 أغسطس 1941 في ميباني في الولايات المتحدة، وتوفي في 7 مارس 2018 بسبب خرف.